# Perleťovec malý
Perleťovec malý (Issoria lathonia) je středoevropský denní motýl z čeledi babočkovití. Hojně se vyskytuje na loukách, stráních, ale i na polích, létá od časného jara do podzimu. Rád sedává na květy vysokých rostlin.
Rozpětí křídel je až 45mm. Je svrchu zlatožlutý s řadami tmavých okrouhlých skvrnek. Na rubu zadních křídel má velké perleťové skvrny.
Housenka je hnědá s bělavým hřbetem a hnědožlutými čarami na bocích a krátkými červenavými trny na těle. Žije na violce nebo vlčinci.